# Dysdera silvatica
Dysdera silvatica es una especie de arañas araneomorfas de la familia Dysderidae.

## Distribución geográfica
Es endémica de las Canarias occidentales (España).